# Paectes fuscescens
Paectes fuscescens là một loài bướm đêm trong họ Noctuidae.